# De Brassers
De Brassers is een Belgische postpunkband afkomstig uit Hamont, in het noorden van Belgisch Limburg. Ze staan vooral bekend om hun nummer En toen was er niets meer uit 1981. 

## Geschiedenis
De Brassers debuteerden eind jaren '70, geïnspireerd door punkgroepen als The Damned en The Clash en PiL. Geen van de leden had veel muzikale ervaring, maar toch wisten ze een band samen te stellen. De line-up bestond uit de broers Eric (drums) en Marc Poukens (zang), Ben Dekkers (keyboards), Willy Dirkx (gitaar) en Marc Haesendonckx (bas). Hun naam hadden ze volgens Willy Dirkx te danken aan het scheldwoord brassers, waarvoor ze in hun café in Hamont vaak werden uitgemaakt. De muzikanten besloten daarop de naam te gebruiken als geuzennaam, omdat hij "iets vrolijks had, in tegenstelling tot onze muziek", aldus Dirkx. 
De groep had destijds al snel aanhang, maar ondervond ook veel tegenstand. Mensen hadden problemen met het uiterlijk, de nihilistische attitude en ook de muziek van de band. Het bekladden van de plaatselijke kerk met hun naam (dader onbekend) hielp ook al niet. De plaatselijke bevolking werd voor de band gewaarschuwd. 
In 1980 behaalden de Brassers de finale van Humo's Rock Rally. Hun nummer En Toen Was Er Niets Meer (1981) werd in eigen beheer uitgebracht. New Musical Express schreef over hen: "Mean and moody modern chaps".
In 1982 splitte de groep omdat bepaalde leden te zwaar kampten met drugsproblemen. Toch werd er in 1987, 1995 en 1998 (Eurorock) opnieuw opgetreden en vonden er regelmatig jamsessies plaats. Ondertussen was Eric Poukens vervangen door Erwin Jans (drummer van de groep Struggler) en toetsenist Ben Deckers door Joachim Cohen. In 2005 stonden ze geprogrammeerd op Pukkelpop, en brachten ze het minialbum Slijk uit, met daarop 5 nieuwe nummers. In 2008 volgde dan het verzamelalbum Gesprokkeld en bespoten dat 30 jaar De Brassers samenvat. In 2010 verscheen er een dubbele vinylcompilatie 1979-1982, die bij Onderstroom Records verscheen in een oplage van 500 exemplaren. Vanaf dat jaar traden de Brassers opnieuw meer op, deze keer met Willy Dirkx' zoon Jules als extra lid.
In 2012 speelde de groep in Berlijn en werd een vijftal Brassersnummers opgevoerd door Marc Poukens met Café Marché, een 35-koppig orkest. 
In 2012 verscheen er een documentaire van Jan Weynants over de band, medegefinancierd door de gemeente Hamont-Achel. Deze docu werd ook op Canvas vertoond.
Via Onderstroom Records werd in maart 2013 ook het album Live at Doornroosje uitgebracht, met de opnames van een concert in 1982 in Nijmegen.
In 2016 speelde De Brassers in de AB in Brussel op het feest van 20 jaar Rock Rally.
In 2018 gaf de groep in eigen beheer een fotoboek uit op 500 ex. dat op één maand was uitverkocht. Ze speelden ook op Sinners Day in 2018 en in de belangrijkste clubs van Vlaanderen en Brussel.
In augustus 2020 kwam het album Alternative news uit in eigen beheer, met daarop de registratie van hun vooralsnog laatste optreden voor Corona op het Breaking Barriers Festival in Het Depot in Leuven in november 2019. De liveplaat, met 4 nieuwe nummers, werd uitstekend ontvangen in de muziekpers en er werd al snel een tweede persing in rood vinyl bijgedrukt. Ook in augustus blikte regisseur Jonas Govaerts een videoclip in van het nieuwe nummer O brother uit die lp, opgedragen aan Eric Poukens, de voormalige drummer van de groep die in 2012 uit het leven stapte.

## Leden
- Marc Poukens, zang
- Eric Poukens, drums (origineel bandlid) (overleden 7-03-2012)
- Ben Deckers, keyboards (origineel bandlid)
- Willy Dirkx, elektrische gitaar
- Jules Dirkx, elektrische gitaar
- Marc Haesendonckx, bas
- Erwin Jans, drums
- Joachim Cohen, keyboards

## Bron
- Beckers, Jurgen, Willy en Jules Dirkx: Brassers van vader op zoon: "Vroeger spuwden ze ons uit, nu zijn we cultureel erfgoed", Humo nr. 3658, 12 oktober 2010, blz. 180-181